# Paleismuseum
Het Paleismuseum (vereenvoudigd Chinees: 故宫博物院; traditioneel Chinees: 京故宫博物院; pinyin: Gùgōng Bówùyùan) is een museum in de Verboden Stad. Het ligt in het district Dongcheng van de Chinese hoofdstad Peking. Als museum werd het in 1925 opgericht, nadat de laatste keizer van China verdreven was uit het complex. Het staat sinds 1987 op de UNESCO-Werelderfgoedlijst.
Het paleizencomplex is gebouwd tussen 1406 en 1420 en bestaat uit 980 gebouwen op een oppervlakte van 72 hectare. Het herbergt meer dan 1.800.000 kunstwerken, meestal uit de keizerlijke collectie van de Ming- en Qing-dynastieën. Doorheen de 20e eeuw groeide de collectie van het museum door overnames, transfers van andere musea en archeologische vondsten.
Het Paleismuseum telt sinds 2012 gemiddeld zo'n 15 miljoen bezoekers per jaar. Het is daarmee het drukst bezochte museum ter wereld, hoewel het volgens sommige definities niet als museum gerekend mag worden. Het is in elk geval het meest bezochte erfgoed monument ter wereld. Sinds 2015 worden per dag maximaal 80.000 bezoekers toegelaten. Toegangsbewijzen dienen vooraf aangeschaft te worden, ze kosten 60 Yuan in de zomer en 40 Yuan in de winterperiode (circa 6 of 4 euro). Volgens de Beijing Evening News hebben in 2018 meer dan 17.000.000 bezoekers het museum bezocht.